# Igor Kunicyn
Igor Konstantinovič Kunicyn (rus. И́горь Константи́нович Куни́цын; * 30. září 1981 ve Vladivostoku, Sovětský svaz) je současný ruský profesionální tenista. Ve své dosavadní kariéře vyhrál 1 turnaj ATP World Tour ve dvouhře.

## Finálové účasti na turnajích ATP World Tour (4)

### Dvouhra - výhry (1)
| Legenda                                                       |
| ATP International Series Gold / ATP World Tour 500 Series (0) |
| ATP International Series / ATP World Tour 250 Series (1)      |

| Č. | Datum          | Turnaj        | Povrch | Soupeř ve finále | Výsledek        |
| 1. | 12. říjen 2008 | Moskva, Rusko | tvrdý  | Marat Safin      | 7-66, 6-74, 6-3 |

### Čtyřhra - prohry (3)
| Legenda                                                  |
| ATP International Series / ATP World Tour 250 Series (3) |

| Č. | Datum             | Turnaj                 | Povrch | Partner           | Vítězové                             | Výsledek |
| 1. | 25. červen 2006   | Nottingham, Anglie     | tráva  | Dmitrij Tursunov  | Jonathan Erlich Andy Ram             | 6-3, 6-2 |
| 2. | 15. červenec 2007 | Newport, USA           | tráva  | Nathan Healey     | Jordan Kerr Jim Thomas               | 6-3, 7-5 |
| 3. | 4. říjen 2009     | Kuala Lumpur, Malajsie | tvrdý  | Jaroslav Levinský | Mariusz Fyrstenberg Marcin Matkowski | 6-2, 6-1 |

## Davisův pohár
Igor Kunicyn se zúčastnil 2 zápasů v Davisově poháru  za tým Ruska s bilancí 0-1 ve dvouhře a 1-1 ve čtyřhře.

## Postavení na žebříčku ATP na konci sezóny

### Dvouhra
| Rok    | 1998 | 1999   | 2000   | 2001   | 2002   | 2003   | 2004   | 2005   | 2006  | 2007   | 2008  | 2009   |
| Pořadí | 448. | ▲ 309. | ▲ 256. | ▼ 388. | ▲ 139. | ▼ 196. | ▲ 161. | ▲ 130. | ▲ 93. | ▼ 125. | ▲ 44. | ▼ 104. |

### Čtyřhra
| Rok    | 1998  | 1999   | 2000   | 2001   | 2002   | 2003   | 2004   | 2005   | 2006   | 2007  | 2008  | 2009  |
| Pořadí | 1281. | ▲ 865. | ▲ 338. | ▲ 278. | ▼ 294. | ▼ 819. | ▲ 161. | ▼ 221. | ▲ 100. | ▲ 69. | ▲ 56. | ▼ 66. |